# Vitterlighedsvidne
Et vitterlighedsvidne er en person, der ved sin underskrift bekræfter at have overværet, at et dokument er blevet underskrevet af en bestemt person. Kravet om vitterlighedspåtegning skal medvirke til at undgå falske eller forfalskede erklæringer.
Ved sin underskrift bekræfter vitterlighedsvidnet:
1. At personen, der skal underskrive dokumentet, rent faktisk også er den, der underskriver dokumentet i praksis.
2. At dokumentet bliver underskrevet på den dato, der fremgår af dokumentet.
3. At personen, der underskriver, er fuldt bevidst om, hvad han/hun skriver under på.[1]

Vitterlighedsvidner må ikke forveksles med vidner, der skriver under på at en bestemt handling har fundet sted. Til en borgerlig vielse skal der fx være to vidner tilstede, men ikke for at bekræfte brudeparrets identitet, men for at bevidne at vielsen har fundet sted.

## Eksempler på anvendelse af vitterlighedsvidner

### Ensidig erklæring
Vitterlighedsvidner kan anvendes i tilfælde, hvis der skal laves en såkaldt ensidig erklæring. En ensidig erklæring er et dokument, hvor en person giver en anden person en ensidig rettighed. Den må således ikke forveksles med en aftale mellem to parter. En ensidig erklæring kan fx være udstedelsen af en fuldmagt. 
En ensidig erklæring kan fx udstedes i form af arveforskud, børnetestamente eller gavebrev. Det kan også være, hvis man ønsker at give afkald på sin arv. I disse tilfælde kan det være en fordel, at lade vitterlighedsvidner underskrive sammen med underskriveren. Vitterlighedsvidnerne vil på denne måde kunne bekræfte, at underskriften er ægte og datoen for underskriften er ægte, og man vil på den måde kunne undgå efterfølgende eventuel mistanke og tvivlsspørgsmål.

### Fælles forældremyndighed
Hvis man er gift, sker fødselsregistreringen automatisk efter en fødsel, det registreres at begge ægtefæller har forældremyndigheden over barnet. Her skal man som forældre ikke foretage sig yderligere.
Er man ikke gift og ønsker fælles forældremyndighed, skal man indsende en såkaldt Omsorgs- og ansvarserklæring til sognet eller Statsforvaltningen senest 14 dage efter fødslen. 
En papirversion af blanketten kan udfyldes og derefter sendes til sognepræsten eller kommunen, Familieretshuset, retten eller en dansk repræsentation. Vitterlighedsvidner skal i dette tilfælde skrive under på, at begge forældres underskrifter er ægte, og at dateringen er rigtig. Det vil sige, at de skal se begge skrive under, hvorpå de selv underskriver umiddelbart efter. Hvis erklæringen underskrives ved personligt møde for sognet eller Statsforvaltningen, er vidner ikke nødvendige. Blanketten kan alternativt underskrives af en advokat, der skriver under på, at underskrifterne er ægte, og at dateringen er rigtig.
Der er intet krav til, hvem der som vitterlighedsvidner kan underskrive Omsorgs- og ansvarserklæringen. Det er dog et krav, at vitterlighedsvidnerne er myndige. Når man underskriver en omsorgs- og ansvarserklæring som vitterlighedsvidne, erklærer man, at man har set begge forældre skrive under på erklæringen, herunder hvilken dato dette er sket.
En digitalt indgivet omsorgs- og ansvarserklæring skal underskrives digitalt af begge forældre, og behøver ikke attestation fra vitterlighedsvidner. Med de gældende selvbetjeningsløsninger på borger.dk kan forældrene logge ind online med deres NemID og der udfylde en Omsorgs- og ansvarserklæring.

### Faderskabssager
Hvis faderskabet ikke blev fastslået umiddelbart efter fødslen, kan faren få registreret sit faderskab senere ved i en skriftlig erklæring til statsamtet at anerkende, at han er far til barnet. Fremsendes dette dokument skal underskriften skal være bekræftet af en advokat eller af to vitterlighedsvidner, der udtrykkeligt skal bevidne underskriftens ægthed, dateringens rigtighed og underskriverens myndighed. Moren kan ikke være et af de to vitterlighedsvidner. 

### Tinglysning
Ved salg og pantsætning skal alle fuldmagter bekræftes af to vitterlighedsvidner. Advokater kan skrive til vitterlighed alene. Fuldmagtshaver er inhabil og kan derfor ikke selv være vitterlighedsvidne.
Det skal fremgå af fuldmagten, at vitterlighedsvidnerne med deres underskrift bevidner dateringens rigtighed, underskriftens ægthed og fuldmagtsgivers myndighed. Derfor bør vitterlighedsvidnerne skrive under umiddelbart efter fuldmagtsgiver. En efterfølgende tilføjelse af vitterlighedsvidnerne kan som udgangspunkt ikke ske.
Vidnerne skal angive deres navn og adresse, stillingsbetegnelse, cpr-nr., datering, personlig og tydelig underskrift. Oplysninger om vitterlighedsvidnerne skal være letlæselige. 
Hvis personer uden dansk cpr-nr. skriver under til vitterlighed, skal der anføres et tilsvarende identifikationsnummer fx pas- eller kørekortnummer. Det skal fremgå, hvilken form for identifikation, der er anvendt. Der skal ikke medsendes dokumentation for vitterlighedsvidners identitet.
Ved anmeldelse af skøder og pantebreve på en afdøds ejendom, skal skiftefuldmagten altid være påtegnet af to vitterlighedsvidner. Vitterlighedsvidnerne skal bevidne dateringens rigtighed og underskriftens ægthed rigtighed samt arvingens myndighed. Derfor bør vitterlighedsvidnerne underskrive umiddelbart efter arvingen. En efterfølgende tilføjelse af vitterlighedsvidnerne kan som udgangspunkt ikke ske. Vidnerne skal angive deres navn og adresse, stillingsbetegnelse, cpr-nr., datering, personlig og tydelig underskrift. Advokater kan skrive til vitterlighed alene. 
Tinglysningsretten accepterer notarpåtegning i stedet for vitterlighedspåtegning. Dette gælder både for fuldmagter notarpåtegnet i Danmark og udlandet. Fuldmagten kan underskrives med NemID, hvis fuldmagtsgiver er en person (cpr-nr.), og skal i så fald ikke underskrives af vitterlighedsvidner.
Tilsvarende gælder det at de udskrevne fuldmagter ved pantsætning skal bekræftes af vitterlighedsvidner.

### Bestilling af NemID
Hvis man skal bestille et NemID for første gang, skal man møde personligt op i Borgerservice. Når man møder op, er det vigtigt, at man har gyldig legitimation med sig. Udover at fremvise gyldig legitimation, kan man blive bedt om at svare på nogle kontrolspørgsmål eller stille med et vitterlighedsvidne. Det vil fx være, hvis man lige er indrejst i Danmark eller ikke har en godkendt/registeret adresse.

### Leveattest
Bor man i udlandet og får dansk pension, eller bor man i Danmark, men har ret til pension fra udlandet, skal man bruge en leveattest. En leveattest er et dokument, der beviser, at man er i live (og altså stadig har ret til pensionen).
Bor man i udlandet og får pension fra Danmark, vil man hvert år i februar få en leveattest med posten eller med digital post. Det er Udbetaling Danmark, der sender attesten til en. Leveattesten skal man have to vitterlighedsvidner til at underskrive. Bagefter skal man sende den tilbage til Udbetaling Danmark.